# Камікадзе (коктейль)

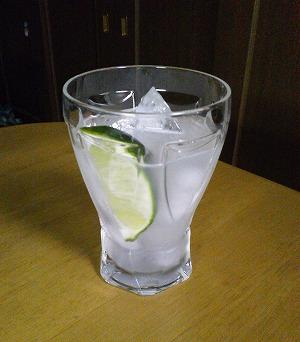
Коктейль Kamikaze

Камікадзе (англ. Kamikaze, яп. 神, трансліт. 風) — коктейль на основі горілки, лікеру Triple Sec та соку лайма. Класифікується як коктейль на весь день. Належить до офіційних напоїв Міжнародної асоціації барменів (IBA), категорія «Напої нової ери» (англ. New Era Drinks).

## Назва
Камікадзе (яп. 神, трансліт. 風) — в дослівному перекладі з японської мови означає «божественний вітер».

## Спосіб приготування
Склад коктейлю «Kamikaze»:
- горілка — 30 мл (3 cl),
- лікер Triple Sec — 30 мл (3 cl),
- сік лайма — 30 мл (3 cl).